# Chéry-Chartreuve
Chéry-Chartreuve település Franciaországban, Aisne megyében. Lakosainak száma 379 fő (2022. január 1.). Chéry-Chartreuve Bruys, Coulonges-Cohan, Dravegny, Mareuil-en-Dôle, Mont-Notre-Dame, Mont-Saint-Martin, Seringes-et-Nesles és Bazoches-et-Saint-Thibaut községekkel határos.

## Népesség
A település népességének változása:
| Lakosok száma | 305  | 271  | 293  | 330  | 339  | 399  | 392  | 385  | 381  | 379  |
|               | 1968 | 1982 | 1990 | 2006 | 2011 | 2016 | 2017 | 2019 | 2020 | 2022 |